# Forbundsdagsvalget 1965
Valget i Tyskland 1965 var valget til den femte tyske Forbundsdag og blev afholdt den 19. september det år.
Resultatet af valget var at koalitionen mellem CDU/CSU og FDP under kansler Ludwig Erhard blev siddende. I 1966 forlod FDP koalitionen på grund af uenighed om budgettet, og Erhard gik af. Kurt Georg Kiesinger (CDU) dannede regering i en såkaldt storkoalition af CDU/CSU og SPD. Denne regering blev siddende frem til det næste valg.

## Resultater
| Parti  | Partilistestemmer | Procent (ændring) | Procent (ændring) | Pladser (ændring) | Pladser (ændring) | Procent af pladser |
| ------ | ----------------- | ----------------- | ----------------- | ----------------- | ----------------- | ------------------ |
| CDU    | 12,387,562        | 38.0%             | +2.2%             | 196               | +4                | 39.5%              |
| CSU    | 3,136,506         | 9.6%              | +0.1%             | 49                | -1                | 9.9%               |
| FDP    | 3,096,739         | 9.5%              | -3.3%             | 49                | -18               | 9.9%               |
| SPD    | 12,813,186        | 39.3%             | +3.1%             | 202               | +12               | 40.7%              |
| Andre  | 1,186,449         | 3.6%              |                   | 0                 |                   | 0.0%               |
| Totalt | 32,620,442        | 100.0%            |                   | 496               | -3                | 100.0%             |

## Eksterne Henvisninger
- Wikimedia Commons har flere filer relateret til Valget i Tyskland 1965